# L'Eral (Albesa)
L'Eral és una muntanya de 278 metres que es troba al municipi d'Albesa, a la comarca catalana de la Noguera.
Al cim s'hi troba el vèrtex geodèsic amb referència 253108001.